# 響度樂團
響度樂團（LOUDNESS）是日本男子重金屬樂團，於1981年由吉他手高崎晃和鼓手樋口宗孝所成立。他們是第一個被美國廠牌簽約的日本重金屬樂團，截到2009年為止一共發行了23張錄音專輯(於美國發行五張)。儘管成員出現多次變動，在90年代仍有表演活動。到了2000年原班人馬重組，2008年鼓手樋口宗孝因癌症逝世於大阪得年49歲，新任鼓手為鈴木政行。

## 歷史

### 1981 - 1984：從LAZY到響度
1981年5月，響度樂團前身LAZY的吉他手高崎晃、鼓手樋口宗孝以及貝斯手田中宏幸打算創立新樂團。
經過多次試演後選定前EARTHSHAKER的二井原実作為主唱，而開始了高崎晃Project。但不久後田中即因音樂性不同而離開樂團。
隨後找上高崎晃兒時好友，同時也是推薦二井原為主唱的山下昌良作為貝斯手。
響度與哥倫比亞唱片簽約並發表了首張日語專輯，The Birthday Eve。
儘管當時重金屬在日本媒體曝光率不高，其所發行的專輯與舉辦的演唱會仍有不錯的成績。
高崎晃的吉他solo技巧與其他成員傑出的表現成為此樂團的標誌。
1983年發表了第三張專輯The Law of Devil's Land後，便開始於美國的巡迴演唱。
到達歐洲錄製第四張專輯Disillusion後為了國際化便重錄了一張Disillusion英文版，此張專輯為海外發行的第一張專輯，發行於1984年。

### 1985 - 1991：美國發展
1985年，透過扭曲姊妹公司經理Joe Gerber，他們與Atco Records進行國際唱片簽署，此舉為日本其他搖滾樂團未曾做過的。第五張專輯Thunder in the East的發行非常成功，在Billboard排行榜登上第74名。

## 現任成員
- 二井原実（主唱，1981–1988; 2001年至今）
- 高崎晃（吉他，1981年至今）
- 山下昌良（貝斯，1981–1991；2001年至今）
- 鈴木政行（鼓手，2009年至今）

## 過去成員
- 本間大嗣 – (鼓手，1994–2001)
- 柴田直人 – (貝斯，1994–2001)
- 山田雅樹 – (主唱，1992–2001)(前E・Z・O團員)
- Mike Vescera – (主唱，1989–1991)(樂團唯一非日裔團員，其後加入Yngwie Malmsteen樂團，並於96年離團)
- 澤田泰司 – (貝斯，1992–1993)(前X Japan團員)
- 樋口宗孝 – (鼓手, 1981–1993; 2001–2008)

## 歷年作品目錄

### 錄音專輯
- The Birthday Eve (1981)
- Devil Soldier(1982)
- The Law of Devil's Land (1983)
- Disillusion (1984)
- Disillusion (1984) - English version
- Thunder in the East (9 November 1985) #74 (US)
- Shadows of War (1986)
- Lightning Strikes (1986) - U.S. Remix of Shadows of War  #64 (US)
- Hurricane Eyes (1987) #190 (US)
- Hurricane Eyes (1987) - Japanese Version
- Soldier of Fortune (1989) #18 (JPN)
- On the Prowl(1991) #7 (JPN)
- Loudness (1992) #2 (JPN)
- Heavy Metal Hippies (1994) #29 (JPN)
- Ghetto Machine (1997) #65 (JPN)
- Dragon (1998) #49 (JPN)
- Engine (1999) #48 (JPN)
- Spiritual Canoe(2001) #20 (JPN)
- Pandemonium (2001) #27 (JPN)
- Biosphere (2002) #45 (JPN)
- Terror (2004) #88 (JPN)
- Racing (2004) #60 (JPN)
- Breaking the Taboo (2006) #129 (JPN)
- Metal Mad(2008) #51 (JPN)
- The Everlasting (2009) #42 (JPN)
- King of Pain (2010) #21 (JPN)
- Eve to Dawn  (2011)

## 外部連結
- 官網 （日語）
- Official MySpace （页面存档备份，存于）